# Picrasma javanica
Picrasma javanica är en bittervedsväxtart som beskrevs av Carl Ludwig von Blume. Picrasma javanica ingår i släktet Picrasma och familjen bittervedsväxter. Inga underarter finns listade i Catalogue of Life.